# Babina daunchina
Babina daunchina är en groddjursart som först beskrevs av Chang 1933.  Babina daunchina ingår i släktet Babina och familjen egentliga grodor. IUCN kategoriserar arten globalt som livskraftig. Inga underarter finns listade.